# Guata
Guata é uma cidade hondurenha do departamento de Olancho.